# Тасо (Ђенова)
Тасо је насеље у Италији у округу Ђенова, региону Лигурија.
Према процени из 2011. у насељу је живело 55 становника. Насеље се налази на надморској висини од 413 м.